# 莱洛日马尔希
莱洛日马尔希（法語：Les Loges-Marchis，法語發音：[le lɔʒ maʁʃi]）是法国芒什省的一个市镇，属于阿夫朗什区。

## 地理
莱洛日马尔希（48°32'31"N, 1°5'18"W）面积19.78 平方千米，位于法国诺曼底大区芒什省，该省份为法国西北部沿海省份，西、北、东北三面环大西洋，东起顺时针与卡爾瓦多斯省、奧恩省、马耶讷省和伊勒-维莱讷省接壤。
与莱洛日马尔希接壤的市镇（或旧市镇、城区）包括：朗迪维、卢维涅迪代塞尔、穆利讷、圣布里斯德朗代勒、旧萨维尼、圣伊莱尔迪阿库埃。

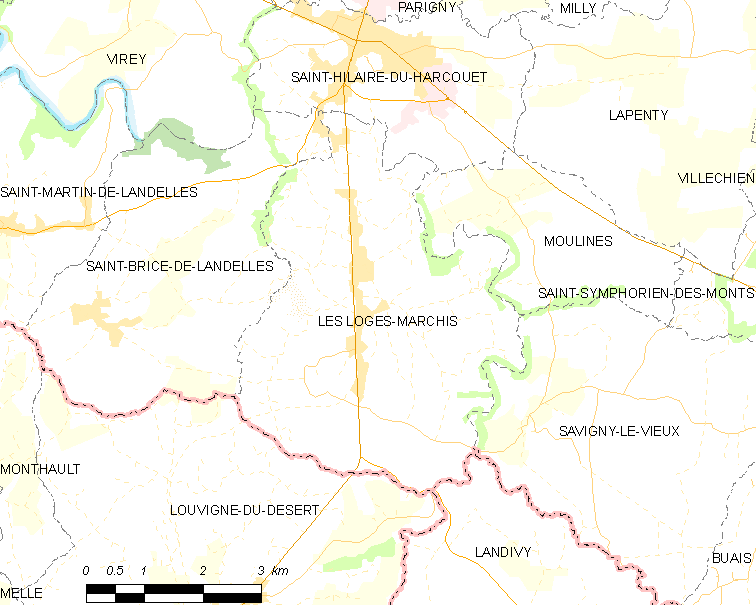
莱洛日马尔希的OSM定位图

莱洛日马尔希的时区为UTC+01:00、UTC+02:00（夏令时）。

## 行政
莱洛日马尔希的邮政编码为50600，INSEE市镇编码为50274。

## 政治
莱洛日马尔希所属的省级选区为圣伊莱尔迪阿库埃县。

## 人口

1962-2008年间莱洛日马尔希人口变化图示

莱洛日马尔希于2022年1月1日时的人口数量为1028人。